# Flotació

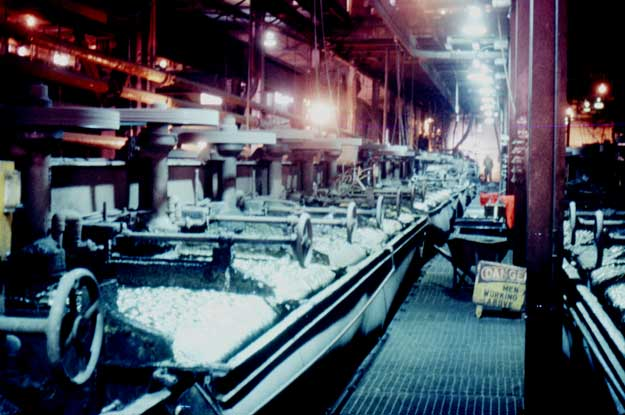
Cel·les de flotació d'escuma en una planta de processament de mineral de coure-níquel

La flotació és un procés de separació basat en les diferències d'hidrofobicitat de les superfícies de les partícules a separar. La separació es pot fer de manera independent a les altres característiques de la partícula, per exemple, la densitat. Aquest procés s'utilitza principalment per a minerals amb grans fins.
Perquè es doni el procés de flotació les partícules d'interès s'han de tornar hidròfobes. A la natura són pocs els minerals que tenen aquesta característica, per a la majoria dels minerals s'ha d'afegir productes químics perquè l'adquireixin. Aquests agents s'anomenen col·lectors, reacciones superficialment mitjançant un recobriment superficial d'adsorció sense reaccionar químicament amb les partícules minerals.
A la majoria dels processos per augmentar la selectivitat, s'utilitzen substàncies d'origen orgànic i inorgànic. Aquestes substàncies s'anomenen reguladores i tenen diverses utilitats com controlar la dispersió de les partícules, fer més selectiva l'acció col·lectora, etc.
Amb els productes adients les partícules passen a ser hidrofòbiques; això no obstant, perquè es doni el procés de flotació la polpa s'haurà d'omplir abans amb bombolles aire (espuma) i així les partícules s'uniran a l'aire i es mouran per la superfície donant lloc al procés de flotació. Perquè la unió es doni l'espuma ha de ser estable, per això utilitzem un altre producte químic, anomenat escumós, el qual deixa l'espuma consistent i estable i s'adequa a les finalitats del procés.
Tot el procés de flotació es dona a través d'algunes etapes, des de l'addició del col·lector fins a la introducció de l'escumós al circuit. Existeixen diversos equipaments diferents per a la realització del procés de flotació, utilitzats segons una sèrie de factors, com la producció, l'espai d'implantació dels equipaments i el capital disponible.
S'utilitza en el processament de minerals per separar-los i en el tractament d'aigües residuals per eliminar els greixos.